# Aleksandr Kazanțev
Aleksandr Petrovici Kazanțev (în rusă Александр Петрович Казанцев; n. 2 septembrie 1906, Akmolinsk, Imperiul Rus – d. 13 septembrie 2002, Peredelkino, Moscova, Rusia) a fost un scriitor sovietic de științifico-fantastic și ufolog.
Aleksandr Kazanțev era convins că Fenomenul Tunguska s-a datorat unei explozii nucleare provocată de o navă extraterestră care a venit pe Terra de pe planeta Marte. La această presupunere a ajuns după exploziile nucleare provocare de americani la Hiroșima și Nagasaki. Kazanțev a comparat cele două evenimente din 1908 și 1945 și a remarcat un număr mare de similitudini surprinzătoare (radioactivitate, kilometri întregi de pământ solid ondulat în valuri gigantice, copaci culcați radial spre exterior în jurul exploziei cu copaci în picioare în centrul exploziei, la fel cum clădiri japoneze erau în picioare în centrul exploziei). Pe această temă el publică povestirea: „Explozia” (publicată în În jurul lumii, 1/1946) și povestirile științifico-fantastice „Solul cosmosului” (Гость из космоса, 1946), „Marțianul” (Марсианин, 1946).
Pe 20 februarie 1948, Kazanțev a prezentat ipoteza extraterestră privind Fenomenul Tunguska la ședința Societății Astronomice a URSS care a avut loc la Planetariul din Moscova, unii astronomi din acea perioadă fiind receptivi la această idee.